# Bang Khen
Bang Khen (thaï : บางเขน, API : bāːŋ kʰěːn) est l'un des 50 khets de Bangkok, Thaïlande.

## Points d'intérêt
- Monument de la défense de la Constitution Lak Si, démonté fin décembre 2018 dans la nuit, en silence[1],[2],[3]
- Université Krirk
- Wat Phra Si Mahathat
- The Royal Air Force Museum[4]
- Le nouveau Stade de boxe du Lumpinee

## Galerie

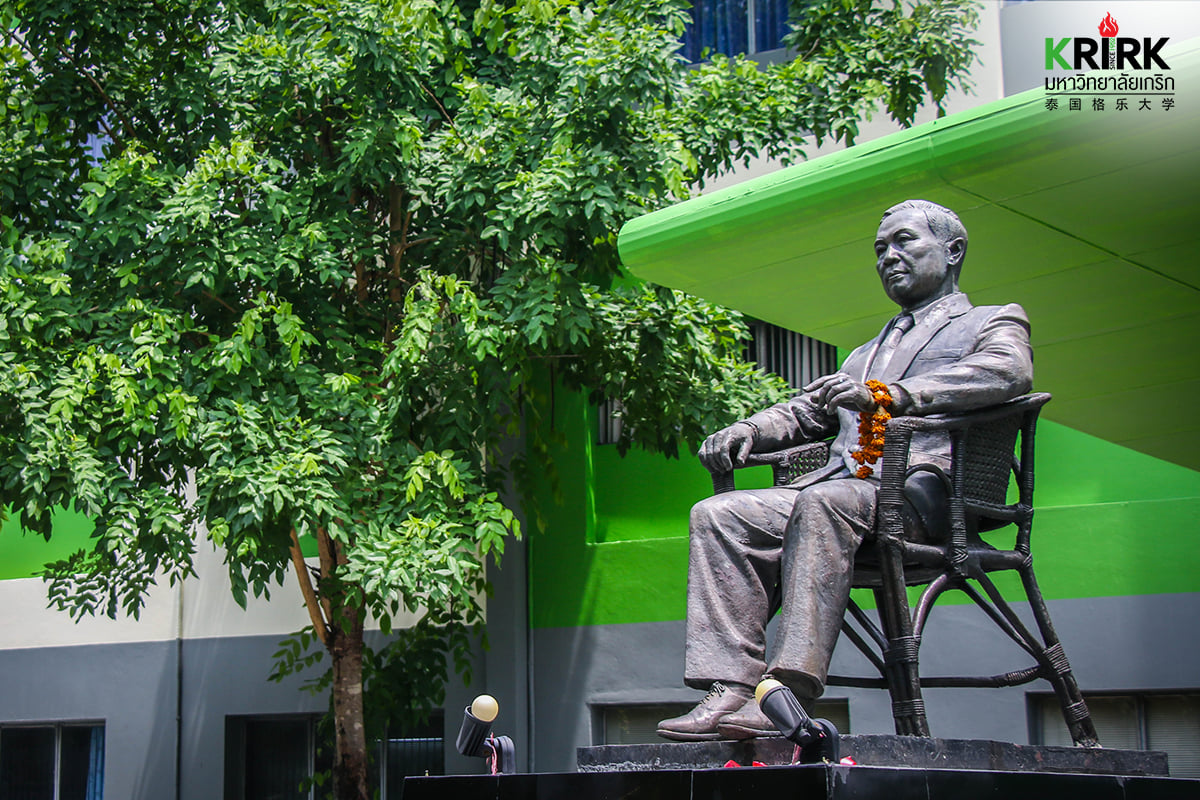
Université Krirk
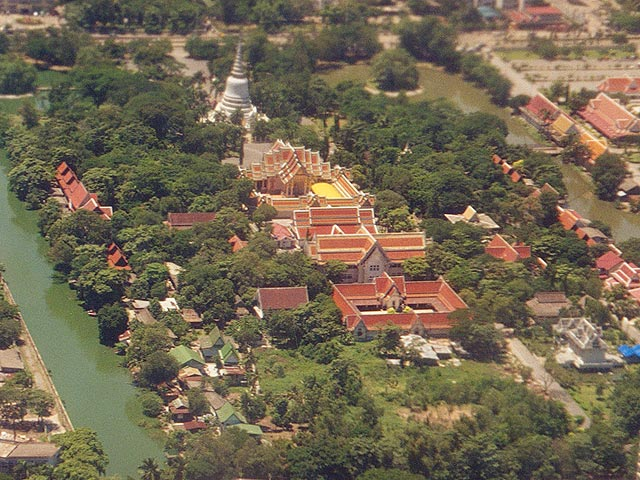
Vue aérienne de Wat Phra Si Mahathat en 2001
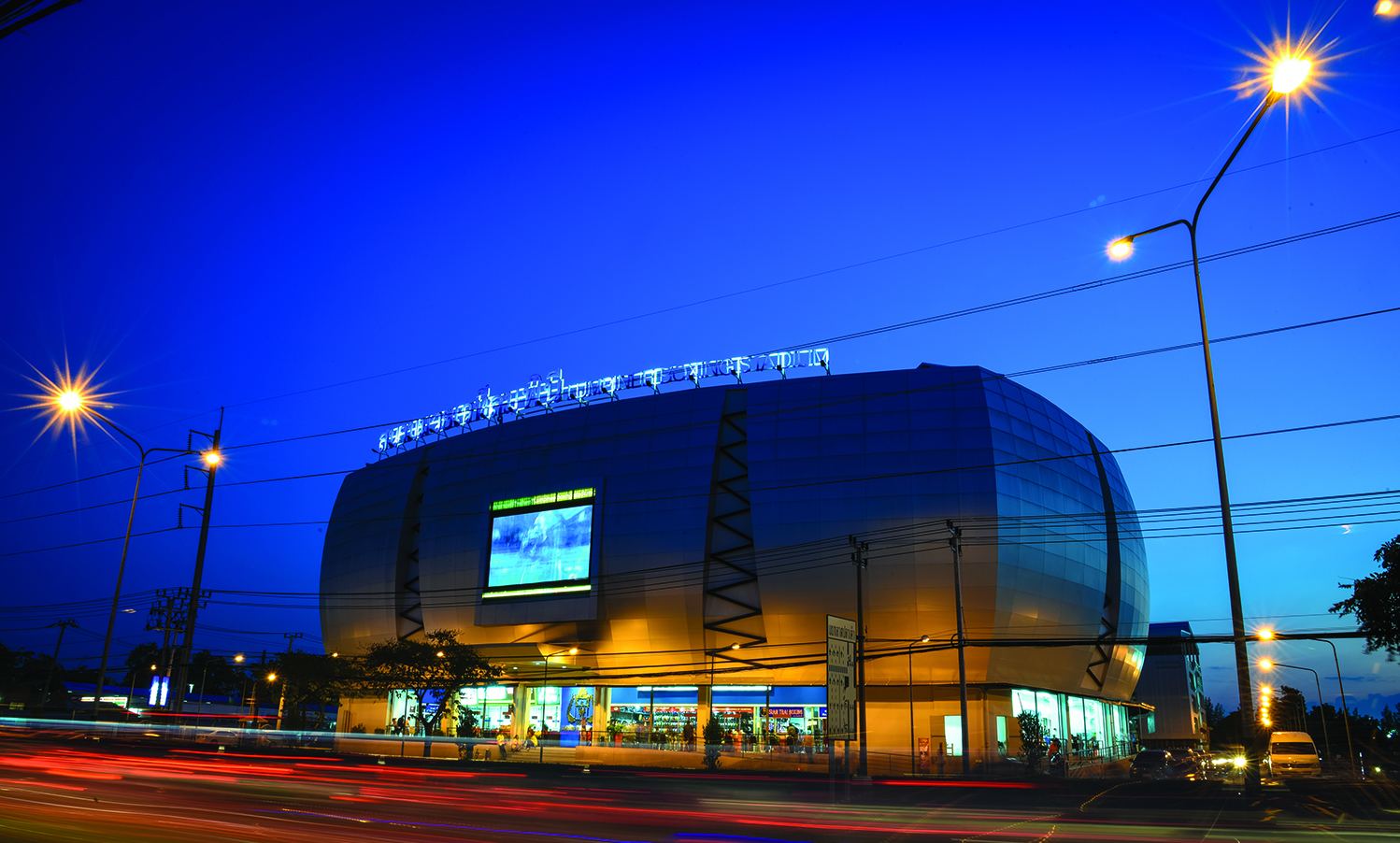
Nouveau stade de boxe de Lumpinee